# Jorge Seré
Jorge Fernando Seré Dulcini (født 9. juli 1961 i Montevideo, Uruguay) er en uruguayansk tidligere fodboldspiller (målmand).
Seré spillede størstedelen af sin karriere i hjemlandet, hvor han primært repræsenterede Montevideo-storklubberne Danubio og Nacional. Han vandt en lang række titler med Nacional, blandt andet det uruguayanske mesterskab og Copa Libertadores. Han tilbragte også et enkelt år i Brasilien hos Coritiba.
For Uruguays landshold spillede Seré fire kampe i perioden 1987-1989. Han deltog ved to udgaver af Copa América, heriblandt 1987-udgaven, som uruguayanerne vandt efter finalesejr over Chile.

## Titler
Primera División Uruguaya
- 1992 med Nacional

Copa Libertadores
- 1988 med Nacional

Intercontinental Cup
- 1988 med Nacional

Recopa Sudamericana
- 1989 med Nacional

Copa Interamericana
- 1989 med Nacional

Copa América
- 1987 med Uruguay